# Fô-Bourè
Fô-Bourè ist eine Stadt und ein Arrondissement im Departement Borgou im westafrikanischen Staat Benin. Es ist eine Verwaltungseinheit, die der Gerichtsbarkeit der Kommune Sinendé untersteht.

## Demografie und Verwaltung
Gemäß der Volkszählung 2013 des beninischen Statistikamtes INSAE hatte das Arrondissement 15.268 Einwohner, davon waren 7638 männlich und 7630 weiblich.
Von den 43 Dörfern und Quartieren der Kommune Sinendé entfallen zehn auf Fô-Bourè:
1. Fô-Bouko
2. Fô-Bouré
3. Fô-Bouré-Peulh
4. Gamagui
5. Narérou
6. Sakarou
7. Sèrou
8. Sokka
9. Sonkorou
10. Toumè